# 레드 플래닛
《레드 플래닛》(영어: Red Planet)은 미국과 오스트레일리아에서 제작된 앤터니 호프먼 감독의 2000년 SF 액션 영화이다. 밸 킬머 등이 출연하였고, 브루스 버그먼 등이 제작에 참여하였다.

## 출연진
- 밸 킬머 - 로비 갤러거 역
- 캐리앤 모스 - 케이트 보먼 소령 역
- 톰 사이즈모어 - 퀸 버츠널 박사 역
- 벤저민 브랫 - 테드 샌튼 중위 역
- 사이먼 베이커 - 칩 페튼길 박사 역
- 테런스 스탬프 - 버드 섄틸러스 박사 역
- 밥 닐 - 휴스턴 역 (목소리)

## 기타 제작진
- 미술: 오언 패터슨
- 의상: 킴 배럿

## 우리말 녹음
SBS 성우진 (2006년 4월 29일)
- 이정구 - 갤러거 (밸 킬머)
- 정미숙 - 보먼 (캐리앤 모스)
- 신성호 - 버츠널 (톰 사이즈모어)
- 강구한 - 샌튼 (벤저민 브랫)
- 성완경 - 페튼길 (사이먼 베이커)
- 이완호 - 섄틸러스 (테런스 스탬프)
- 기경옥 - 여성 (제시카 모턴)
- 송연희 - 여성 (캐럴라인 보시)
- 김창주 - 휴스턴 (밥 닐)
- 정명준 - 우주복 음성 (닐 로스)